# Metafásica
Una célula metafásica es aquella que se encuentra en la segunda fase de la división celular, la metafase. En una célula metafásica los cromosomas se han alineado en el plano ecuatorial con respecto al huso mitótico, listos para separarse por sus centrómeros. En el estadio metafásico de la mitosis se suele analizar el cariotipo de una especie.
- Datos: Q2892074